# Horace Farquhar, I conte Farquhar
Horace Brand Farquhar, I conte Farquhar (Hertford, 19 maggio 1844 – Londra, 30 agosto 1923) è stato un politico inglese.

## Biografia
Nato a Goldings, nei pressi Hertford, Farquhar era il quinto di sei figli di Minto Townsend-Farquhar, 2 ° Baronetto, e di sua moglie Erica Mackay, l'unica (ma illegittima) figlia di Eric Mackay. In seguito adottò solamente il cognome "Farquhar".

## Carriera
La famiglia Farquhar, anche se distinta, non erano ricca, e Farquhar iniziò la sua carriera come impiegato in un ufficio governativo. Tuttavia, entrò nella Forbes e Co., una società che si occupa del commercio con l'India. I Forbes erano amici di famiglia che lo introdusse nella cerchia del Principe di Galles. Farquhar poi lasciò per diventare partner e grande azionista di Sir Samuel Scott, bart and Co., una banca privata. A quel tempo era un amico di Alexander Duff. È stato attraverso l'influenza di Fife che Farquhar diventò membro del consiglio di amministrazione della British South Africa Company, nonostante la presenza di un enorme conflitto di interessi siccome Farquhar era anche presidente e azionista rilevante della Exploration Company, sostenuta dai Rothschild. Farquhar fu poi costretto a dimettersi dopo il Raid di Jameson. 

### Carriera politica
Nel 1889, sulla formazione del London County Council, Farquhar è stato eletto per rappresentare Marylebone. Ha rappresentato East Marylebone (1899-1901), e West Marylebone (marzo-luglio 1901). Il 25 ottobre 1892 è stato creato un baronetto.
È stato anche Presidente della London Municipal Society (1894-1901). Nelle elezioni generali del 1895 è stato eletto come un liberale per West Marylebone, seggio che mantenne fino a che non è stato creato Barone Farquhar, il 20 gennaio 1898. All'ascesa al trono di Edoardo VII, Farquhar è stato nominato Master of the Household, incarico che ha ricoperto fino al 1907. È stato anche Lord in Waiting del re fino alla morte nel 1910, e lo stesso ruolo al suo successore Giorgio V, fino a che non fu fatto Lord Steward nel governo di coalizione del 1915. Venne creato Visconte Farquhar, il 21 giugno 1917, e Conte Farquhar, il 30 novembre 1922.
È stato un Consigliere Privato il 2 novembre 1907. Era un vice tenente e giudice di pace per Middlesex, e un membro della Marlborough e Turf Club.

## Matrimonio
Sposò, il 5 gennaio 1895, Emilie Packe (?-6 aprile 1922), figlia del tenente colonnello Henry Packe. Questo matrimonio gli portò una fortuna. Non ebbero figli.

## Morte
Morì il 30 agosto 1923, nella sua residenza di Londra, e fu sepolto a Bromley Hill, nel Kent.